# Bahnstrecke Ahrdorf–Blankenheim
| |                      |                                                           |                                     |
| Streckennummer (DB): | 2637                 |                                                           |                                     |
| Kursbuchstrecke (DB): | zuletzt 248c (1961)  |                                                           |                                     |
| Kursbuchstrecke: | 248e (1946)          |                                                           |                                     |
| Streckenlänge: | 25 km                |                                                           |                                     |
| Spurweite: | 1435 mm (Normalspur) |                                                           |                                     |
| |                      |                                                           |                                     |
| \| \| \| Eifelstrecke von Hürth-Kalscheuren \| \| \| \| 25,0 \| Blankenheim (Wald) \| 495 m \| \| \| \| \| \| \| \| \| denkmalgeschützte Brücke über die Eifelstrecke nach Trier \| \| \| \| \| \| \| \| \| 21,7 \| Blankenheimerdorf \| 533 m \| \| \| \| gepl. Ourtalbahn Crombach-Rheinbach \| \| \| \| 19,1 \| Blankenheim (Eifel) \| 505 m \| \| \| \| Blankenheimer Tunnel (102 m) \| \| \| \| \| Mülheimer Tunnel (314 m) \| \| \| \| 16,4 \| Mülheim (Eifel) \| 500 m \| \| \| 9,5 \| Freilingen (Eifel) \| 395 m \| \| \| 5,8 \| Dollendorf (Eifel) \| 366 m \| \| \| \| Ahrdorfer Tunnel (396 m) \| \| \| \| \| von Jünkerath \| \| \| \| 0,0 \| Ahrdorf (Ahr) \| Ahrdorf (Ahr) \| \| \| \| nach Dümpelfeld \| \| \| \| \| \| \| \| Quellen: [1] \| \| \| \| |                      |                                                           |                                     |
| |                      | Eifelstrecke von Hürth-Kalscheuren                        |                                     |
| | 25,0                 | Blankenheim (Wald)                                        | 495 m                               |
| |                      |                                                           |                                     |
| |                      | denkmalgeschützte Brücke über die Eifelstrecke nach Trier |                                     |
| |                      |                                                           |                                     |
| Bahnhof (Strecke außer Betrieb) | 21,7                 | Blankenheimerdorf                                         | 533 m                               |
| Kreuzung (Strecken außer Betrieb) |                      | gepl. Ourtalbahn Crombach-Rheinbach                       | gepl. Ourtalbahn Crombach-Rheinbach |
| Bahnhof (Strecke außer Betrieb) | 19,1                 | Blankenheim (Eifel)                                       | 505 m                               |
| Tunnel (Strecke außer Betrieb) |                      | Blankenheimer Tunnel (102 m)                              | Blankenheimer Tunnel (102 m)        |
| Tunnel (Strecke außer Betrieb) |                      | Mülheimer Tunnel (314 m)                                  | Mülheimer Tunnel (314 m)            |
| Bahnhof (Strecke außer Betrieb) | 16,4                 | Mülheim (Eifel)                                           | 500 m                               |
| Bahnhof (Strecke außer Betrieb) | 9,5                  | Freilingen (Eifel)                                        | 395 m                               |
| Bahnhof (Strecke außer Betrieb) | 5,8                  | Dollendorf (Eifel)                                        | 366 m                               |
| Tunnel (Strecke außer Betrieb) |                      | Ahrdorfer Tunnel (396 m)                                  | Ahrdorfer Tunnel (396 m)            |
| Abzweig geradeaus und von rechts (Strecke außer Betrieb) |                      | von Jünkerath                                             | von Jünkerath                       |
| Bahnhof (Strecke außer Betrieb) | 0,0                  | Ahrdorf (Ahr)                                             | Ahrdorf (Ahr)                       |
| |                      | nach Dümpelfeld                                           |                                     |
| |                      |                                                           |                                     |
| Quellen: |                      |                                                           |                                     |

Die Bahnstrecke Ahrdorf (Ahr)–Blankenheim (Wald) war eine eingleisige, nicht elektrifizierte Nebenbahn im heutigen Nordrhein-Westfalen. Sie wird auch Obere Ahrtalbahn genannt.

## Geschichte

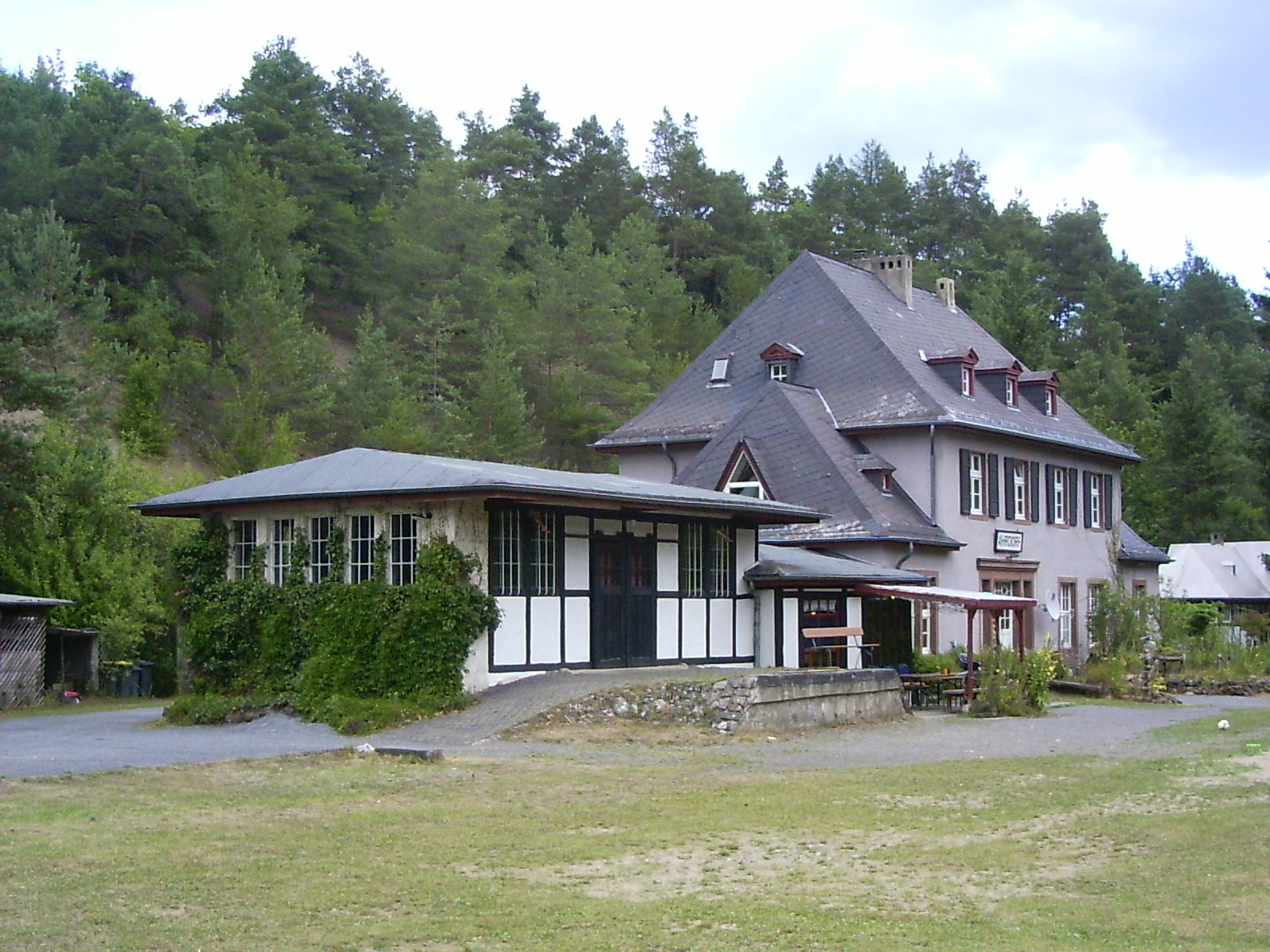
Bahnhof Ahrdorf, Beginn der Oberen Ahrtalbahn

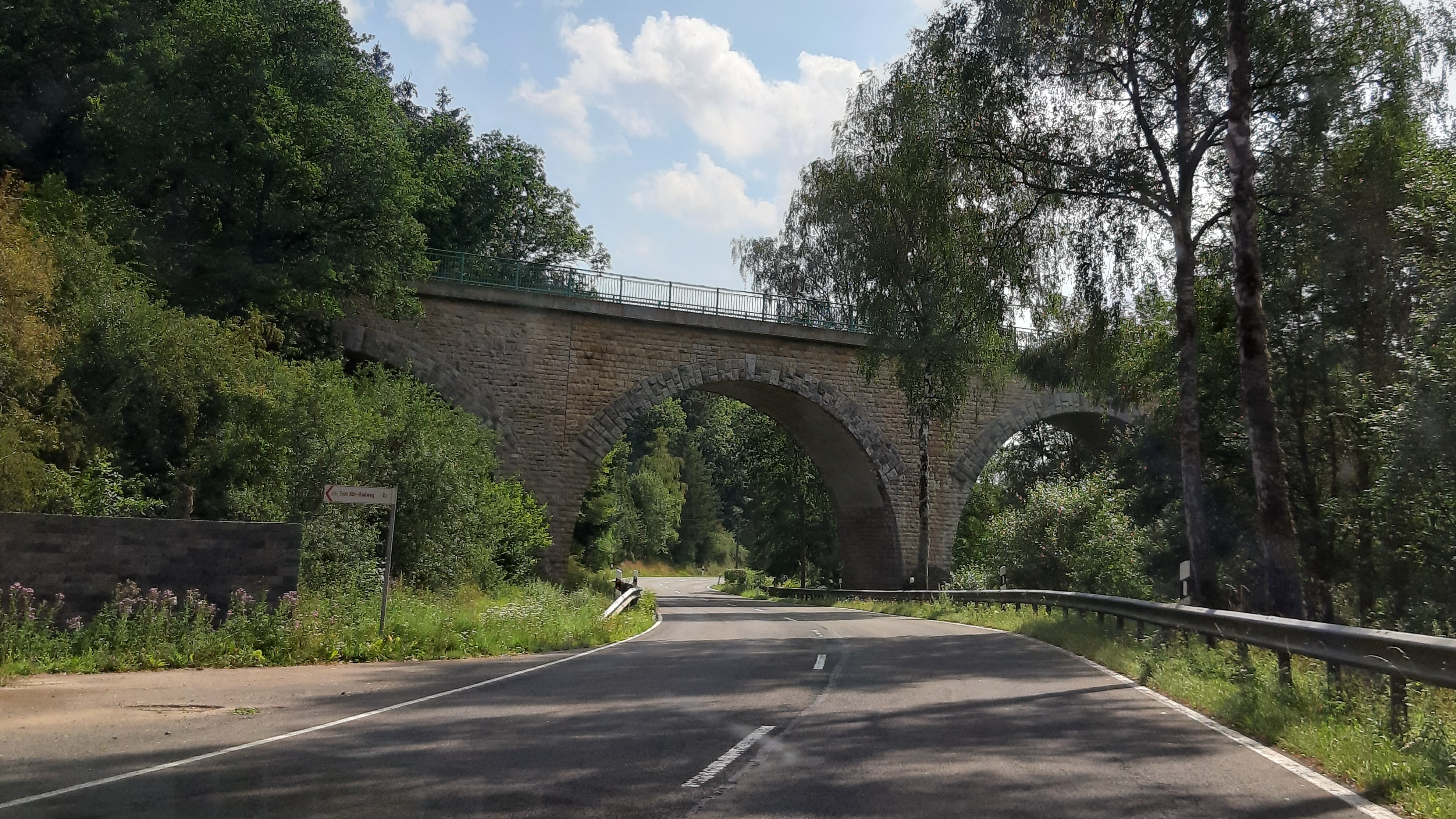
Brücke über die B 258 südlich des Bahnhofs Freilingen, der Ort liegt 4 km weiter östlich

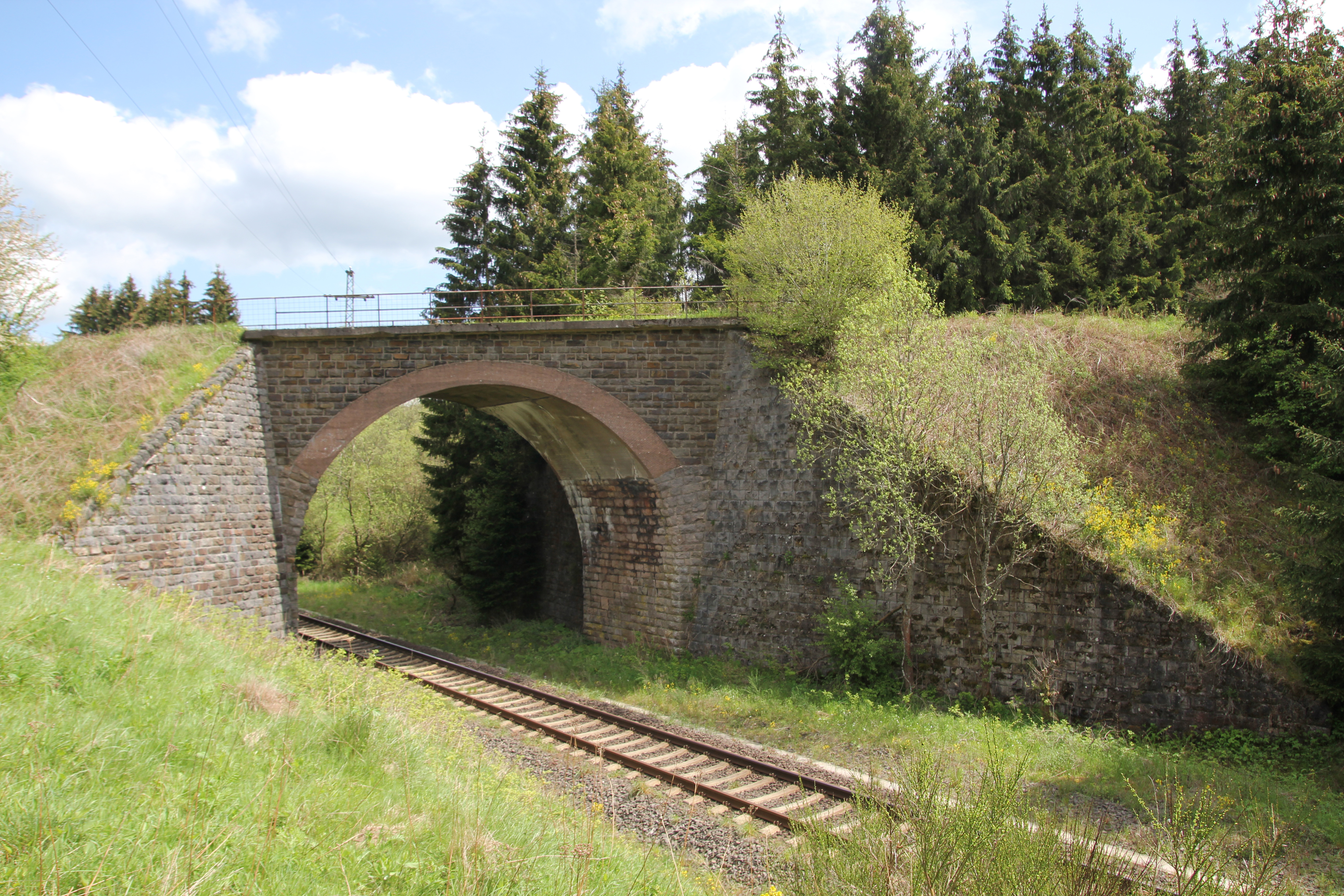
Denkmalgeschützte Brücke bei Blankenheim (Wald) über die Eifelstrecke, 2012

Die Strecke wurde als Verbindung von Ahrtalbahn sowie indirekt zwischen Linker Rheinstrecke und Eifelstrecke geplant.
Der Bahnbau wurde 1909 genehmigt, für die 25 Kilometer lange Strecke waren vom Preußischen Landtag 5,4 Millionen Mark Baukosten bewilligt. Die eigentlichen Bauarbeiten begannen im April 1910. Feierlich eröffnet wurde die Strecke am 1. Mai 1913; die Kosten betrugen am Ende 7,8 Millionen Mark.
Am Ende des Zweiten Weltkriegs wurden mehrere Brücken durch die Wehrmacht gesprengt, daraufhin ruhte der Betrieb. Der Wiederaufbau zog sich mehrere Jahre hin, erst 1950 wurde der Verkehr auf dem Abschnitt zwischen Mülheim (Eifel) und Blankenheim (Wald) wieder aufgenommen. Ein Jahr später folgte der restliche Streckenabschnitt zwischen Ahrdorf (Ahr) und Mülheim (Eifel). Ab 1954 wurde die Strecke im Bereich zwischen Mülheim (Eifel) und Blankenheim (Wald) wieder von Personenzügen befahren.
Bereits 1947 war der Personenverkehr auf dem Teilstück zwischen Ahrdorf (Ahr) und Mülheim auch formell eingestellt worden. Auf dem noch bedienten Abschnitt wurde bis 1958 Personenverkehr durchgeführt, im selben Jahr wurde auch der Güterverkehr zwischen Ahrdorf (Ahr) und Mülheim aufgegeben.
Der verbliebene Güterverkehr wurde in zwei Abschnitten beendet, zwischen Mülheim und Blankenheim 1961 sowie nach 1970 zwischen Blankenheim (Eifel) und Blankenheim (Wald). Bis 1980 wurde die Strecke komplett abgebaut.